# Apertifusus
Apertifusus es un género de moluscos gasterópodos marinos de la familia Fasciolariidae, los caracoles fusiformes y los caracoles tulipán.

## Nombre
El prefijo Aperta proviene del latín, y se refiere a abierto, en referencia al canal sifonal ampliamente abierto típico de las especies de este género.

## Especies

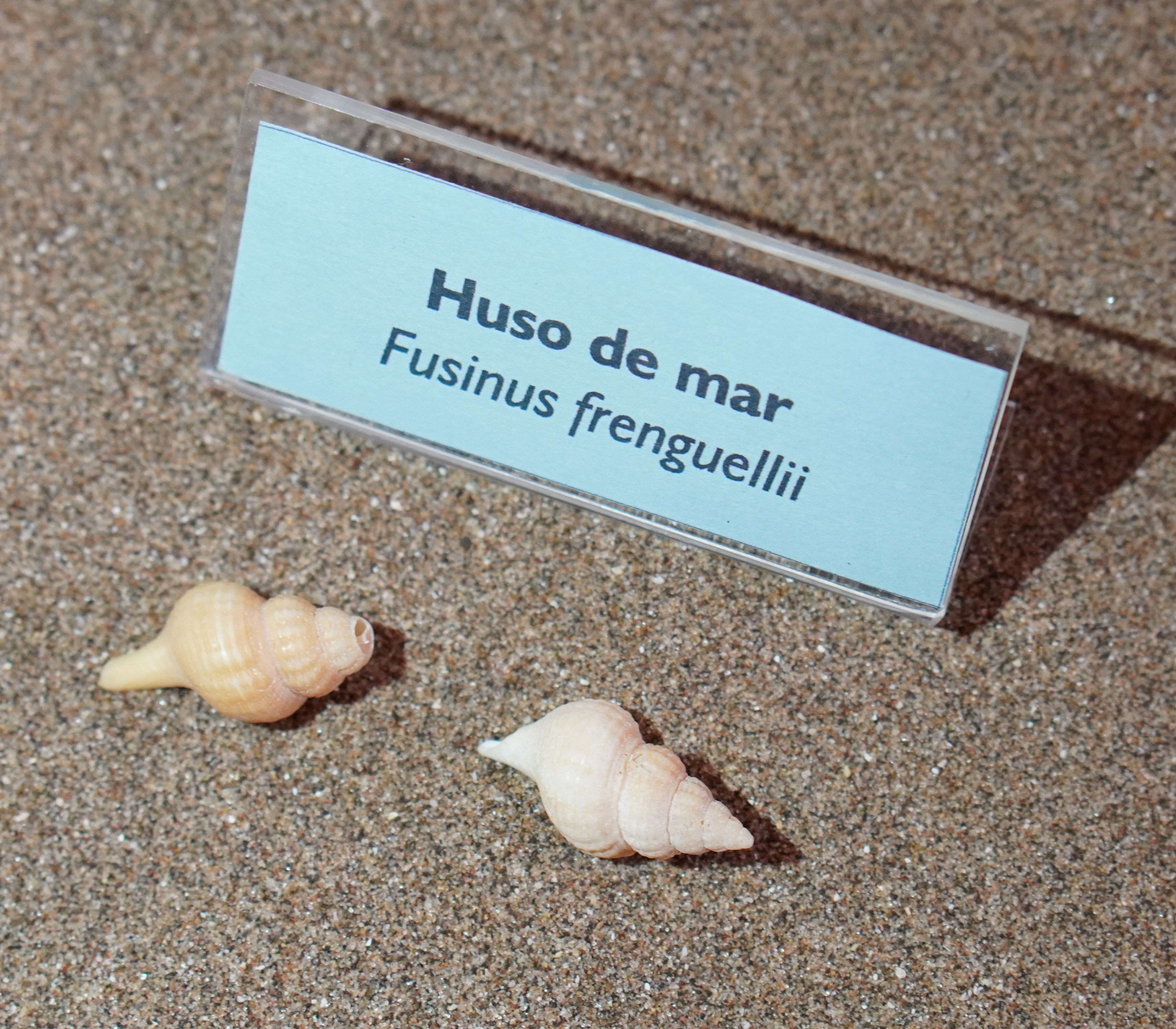
Ejemplar de Apertifusus frenguellii en el Museo de Ciencias Naturales “Dr. José Squadrone” de Necochea, Argentina.

Las especies dentro del género Apertifusus incluyen:
- Apertifusus caparti (Adam y Knudsen, 1955)
- † Apertifusus clavatus (Brocchi, 1814)
- † Apertifusus etruscus (Pecchioli, 1862)
- Apertifusus frenguellii (Carcelles, 1953)
- Apertifusus josei (Hadorn y Rogers, 2000)
- Apertifusus hubrechti Nolf, 2023
- Apertifusus meyeri (Dunker, 1869)